# Blue Hawaii (film)
 For alternative betydninger, se Blue Hawaii. (Se også artikler, som begynder med Blue Hawaii)
Blue Hawaii er en amerikansk film fra 1961. Filmen, hvis hovedrolle blev spillet af Elvis Presley, blev produceret af Hal B. Wallis på Paramount Pictures og havde Norman Taurog som instruktør.
Filmen blev indspillet i perioden 17. marts til 17. april 1961 og havde premiere samme år den 22. november. Filmen havde dansk premiere 15. juni 1962.
Blue Hawaii var den ottende i en lang række af film med Elvis Presley, og den tredje han lavede efter sin militærtjeneste.
Presleys kvindelige modspiller i filmen var Joan Blackman, som han også spillede overfor året efter i filmen Kid Galahad. I rollen som Elvis' mor ses den kun 10 år ældre Angela Lansbury, senere kendt fra TV-serien Hun så et mord.
Blue Hawaii baserer sig på en historie af Allan Weiss og handler om en ung mand, som vender hjem fra militærtjeneste til et driverliv på Hawaii. Det ender dog med, at han bliver gift og overgiver sig til et mere borgerligt liv.
Filmens danske titel var Blue Hawaii.

## Vigtigste rollebesætning
- Elvis Presley .... Chad Gates
- Joan Blackman .... Maile Duval
- Angela Lansbury .... Sarah Lee Gates
- Nancy Walters .... Abigail Prentice
- Jenny Maxwell .... Ellie Corbett
- Pamela Austin .... Selena (Sandy) Emerson
- Darlene Tompkins .... Patsy Simon
- Christian Kay .... Beverly Martin
- Roland Winters .... Fred Gates
- John Archer .... Jack Kelman
- Howard McNear .... Mr. Chapman

## Musik
Sangen "Blue Hawaii" er titelmelodi til filmen og indsunget af Elvis Presley den 22. marts 1961 i Hollywood. Den er en komposition af Leo Robin og Ralph Rainger, og er oprindeligt skrevet til filmmusicalen Waikiki Wedding fra 1937, hvor den blev sunget af Bing Crosby.
Udover titelmelodien er yderligere et par af filmens i alt 14 sange blevet meget kendte i Danmark, bl.a. "No More" og "Can't Help Falling In Love". "No More" blev skrevet af Don Robertson og Hal Blair, men er baseret på den gamle spanske sang "La Paloma", mens "Can't Help Falling In Love", som er skrevet af George David Weiss, Hugo Peretti og Luigi Creatore, baserer sig på en italiensk melodi fra det 18. århundrede, som er bedst kendt i sin franske udgave, "Plaisir d'Amour".
Filmens mange sange udsendtes på en LP, ligeledes med titlen Blue Hawaii. LP'en indeholdt flg. numre:
Side 1
- "Blue Hawaii" (Leo Robin, Ralph Rainger)
- "Almost Always True" (Ben Weisman, Fred Wise)
- "Aloha Oe" (Queen Lydia Lili'uokalani)
- "No More" (Don Robertson, Hal Blair)
- "Can't Help Falling In Love" (George David Weiss, Hugo Peretti, Luigi Creatore)
- "Rock-A-Hula Baby" (Ben Weisman, Dolores Fuller, Fred Wise)
- "Moonlight Swim" (Ben Weisman, Sylvia Dee)

Side 2
- "Ku-U-I-Po" (George David Weiss, Hugo Peretti, Luigi Creatore)
- "Ito Eats" (Roy C. Bennett, Sid Tepper)
- "Slicin' Sand" (Roy C. Bennett, Sid Tepper)
- "Hawaiian Sunset" (Roy C. Bennett, Sid Tepper)
- "Beach Boy Blues" (Roy C. Bennett, Sid Tepper)
- "Island Of Love" (Roy C. Bennett, Sid Tepper)
- "Hawaiian Wedding Song" (Al Hoffman, Charles King, Dick Manning)

## Eksterne links
- Blue Hawaii på Internet Movie Database (engelsk)
- Blue Hawaii på Filmdatabasen
- Blue Hawaii på Scope
- Blue Hawaii i Svensk Filmdatabas (svensk)
- Blue Hawaii på MovieMeter (nederlandsk)
- Blue Hawaii på AllMovie (engelsk)
- Blue Hawaiis profil hos Encyclopædia Britannica Online (engelsk)
- Blue Hawaii på Turner Classic Movies (engelsk)
- Blue Hawaii på The Movie Database (engelsk)
- Blue Hawaii på Rotten Tomatoes (engelsk)